# Boom Town
 Boom Town és una pel·lícula d'aventures estatunidenca dirigida per Jack Conway, estrenada el 1940.

## Argument
Durant la febre del petroli en els camps d'Oklahoma, als Estats Units, John McMasters and Jonathan Sand busquen camps de petroli per a explotar. Els dos són amics però xoquen sovint en els negocis. Ambdós comencen a tenir problemes quan s'enamoren de la mateixa dona, Elizabeth, que s'acaba casant amb John, cosa que posa a prova l'amistat entre tots dos.

## Producció
Adaptació d'una història de James Edward Grant, publicada a la revista  Cosmopolitan amb el títol "A Lady Comes to Burkburnett", produïda per Metro-Goldwyn-Mayer i Loew, la pel·lícula es va rodar en dues ciutats de Califòrnia: Bakersfield i Taft.

## Distribució

### Data de l'estrena
La pel·lícula va ser estrenada en diversos països, incloent:

## Rebuda

### Crítica
Pel·lícula amb molta acció, gràcies a l'habilitat dels actors principals

## Repartiment
- Claudette Colbert: Elizabeth Bartlett McMasters
- Clark Gable: Big John McMasters
- Spencer Tracy: Jonathan Sand
- Hedy Lamarr: Karen Vanmeer
- Frank Morgan: Luther Aldrich
- Lionel Atwill: Harry Compton
- Marion Martin: Whitey
- Chill Wills: Harmony Jones
- Minna Gombell: Eva 'Evie'
- Joe Yule: Ed Murphy
- Horace Murphy: Tom Murphy
- Roy Gordon: 'Mac' McCreery

## Premis
- 1941: Oscar a la millor fotografia per Harold Rosson
- 1941: Oscar als millors efectes visuals per A. Arnold Gillespie (fotografia) i Douglas Shearer (so)

## Producció
Treta d'una història de James Edward Grant publicada a la revista Cosmopolitan amb el títol "A Lady Comes to Burkburnett", produïda per la Metro-Goldwyn-Mayer, la pel·lícula es va rodar en dues ciutats de Califòrnia: Bakersfield i Taft.